# Таурова
Тау́рова (рос. Таурова) — присілок у складі Сургутського району Ханти-Мансійського автономного округу Тюменської області, Росія. Входить до складу Угутського сільського поселення.
Населення — 43 особи (2010, 151 у 2002).
Національний склад станом на 2002 рік: ханти — 96 %.
Стара назва — Таурово.